# Chazuke

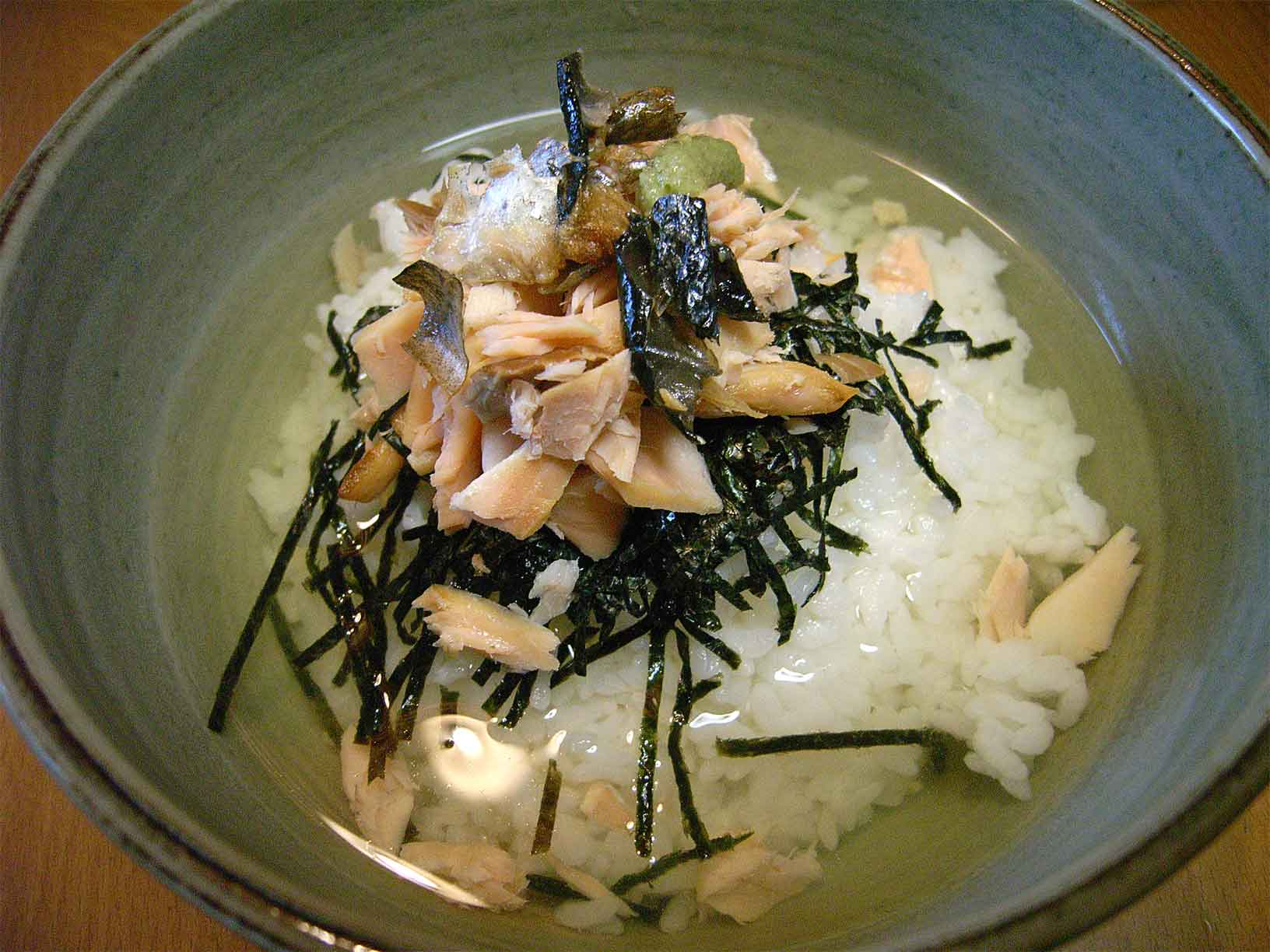
Chazuke

Chazuke (japanisch 茶漬け, mit Honorativpräfix als „O“ Ochazuke お茶漬け) von (o)cha 'Tee' und tsuke 'untertauchen', ist ein einfaches japanisches Gericht aus Reis mit Tee. In der Gegend um Kyōto wird Chazuke Bubuzuke (ぶぶ漬け) genannt.
Chazuke kann man mit Milch und Zerealien in Europa und Amerika vergleichen. Als Tee wird oft heißer grüner Tee verwendet, manchmal statt Tee auch heißes Wasser oder Dashi (eine Brühe). Im Sommer wird aber auch Gerstentee genommen. Als weitere Zutaten finden unter anderem Umeboshi, Tsukemono, Ketalachs, Nori, Tsukudani, Shiokara, Wasabi oder Tarako Verwendung.
Seit etwa 1970 gibt es Instant-Chazuke zu kaufen, meistens mit einer Hauptzutat wie etwa Ume (うめ) für Umeboshi oder Sake (さけ) für Ketalachs und Nori (ノリ) neben Gewürzen.